# XII wiek p.n.e.
XII wiek p.n.e.

XIV wiek p.n.e. XIII wiek p.n.e. XII wiek p.n.e. XI wiek p.n.e. X wiek p.n.e.

## Zmarli
- 1192 p.n.e. – Siptah, faraon, władca Egiptu z dziewiętnastej dynastii
- 1186 p.n.e. – Tauseret, władczyni Egiptu z XIX dynastii
- 1184 p.n.e. – Setnacht, faraon, władca Egiptu, założyciel dwudziestej dynastii
- 1152 p.n.e. – Ramzes III, faraon, władca Egiptu z XX dynastii

## Wydarzenia na świecie
Wydarzenia w Europie
- około 1200 p.n.e.
  - indoeuropejscy Dorowie żyjący w górach na północy Grecji rozpoczęli marsz na południe (podbijają terytoria Achajów, Kretę, wyspy Morza Egejskiego)
  - najeźdźcy zniszczyli Mykeny, Pylos i inne ośrodki kultury mykeńskiej, początek "ciemnego okresu" w basenie Morza Egejskiego
  - kolonizacja Cypru przez Mykeńczyków

Wydarzenia w Azji
- około 1200 p.n.e.

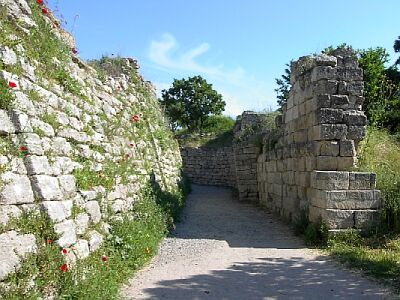
Ruiny Troi

  - na terenie dzisiejszej Gazy osiedlają się Filistyni
  - Ludy Morza atakują z zachodu wybrzeża Azji Mniejszej, Syrii, Palestyny i Egiptu
  - najazd Frygów na Anatolię; upadek imperium Hetytów
  - powstaje chińska Księga Przemian
  - w okolicy góry Ebal spisano "tabliczkę przekleństwa"[1]
- 1184 p.n.e. – tradycyjna data złupienia Troi
- około 1175 p.n.e. – pobite w Egipcie Ludy Morza osiedliły się w Kanaanie (zobacz: Filistyni)
- 1160 p.n.e.-1130 p.n.e. – Elamici panują w Babilonie
- 1116 p.n.e. – Tiglat-Pileser I został władcą Asyrii; za jego rządów kraj ten osiągnął rangę mocarstwa
- około 1115 p.n.e. – Asyryjczycy odparli najazd Myzów

Wydarzenia w Afryce
- około 1186 p.n.e. – w Egipcie faraon Setnacht założył dwudziestą dynastię
- od 1183 p.n.e. – faraon Ramzes III objął rządy w Egipcie, zwyciężył około 1180 roku p.n.e. (?) w delcie Nilu Libijczyków oraz Filistynów i inne Ludy Morza
- 1169 p.n.e. – pierwszy znany strajk w historii: robotnicy pracujący nad nekropolią w Deir el-Medina odmówili pracy, gdyż zalegano im dwa miesiące z płacą
- 1152 p.n.e. – faraon Ramzes III został zamordowany; prawowity następca tronu Ramzes IV zwyciężył i ukarał spiskowców

Wydarzenia w Ameryce
- około 1200 p.n.e.
  - budowa najwcześniejszego ośrodka kultowego Olmeków w Tres Zapotes; początek cywilizacji olmeckiej w Meksyku
  - początek uprawy kukurydzy na południowym zachodzie Ameryki Południowej
  - pierwsze plemiona kultury Chavín osiedlają się w dolinach Andów Peruwiańskich